# Bálsamo del Perú

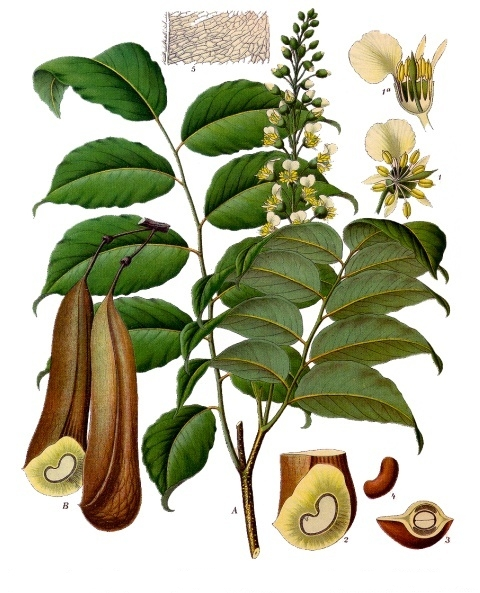
Myroxylon balsamum

El bálsamo del Perú es un tipo de bálsamo, originario de Perú que se obtiene por medio de incisiones practicadas en el árbol Myroxylon balsamum, después de haber sido golpeado y chamuscado, evaporando la decocción de las hojas y la corteza de dicho árbol. Es semejante al bálsamo de Tolú.

## Características
- El obtenido por el primer procedimiento es muy raro y se entregaba al comercio en cáscaras de nuez de coco, lo que le hacía tomar el nombre de bálsamo de coco. Es moreno, ligeramente traslúcido, presenta la consistencia de la trementina espesa y tiene un olor muy agradable que recuerda el de la vainilla. Contiene en 100 partes, 12 de ácido benzoico, 8 de resina y solamente algunos vestigios de aceite volátil.
- El bálsamo del Perú obtenido por el segundo procedimiento es trasparente, rojo oscuro pronunciado, tiene una consistencia de almíbar, un gusto muy amargo y un olor mucho más fuerte que el precedente.

## Historia
La sustancia recibe su nombre debido a que fue importada a España desde Perú. El bálsamo del Perú fue conocido por Monardes en 1493 y el método de su preparación fue descrito ya en 1576, aunque olvidado un tiempo después.
A consecuencia de su elevado precio, el bálsamo del Perú se ha falsificado con frecuencia con aceite de oliva y esta falsificación es difícil de reconocer, excepto con aceite de trementina, el cual cuando se halla en cantidad considerable se descubre por su olor.

## Características
Es un líquido viscoso de naturaleza oleosa y de color pardo oscuro. Es un material casi insoluble en agua. Contiene cinameína, benzoato de bencilo, ácido benzoico y pequeñas cantidades de vainillina.

## Proceso de extracción
El Bálsamo de Perú, o Bálsamo de El Salvador es producto de la extracción artesanal del árbol Myroxylum balsamum,  el cual es endémico de una zona de El Salvador llamada 'La Cordillera del Bálsamo". Esta región comprende un poco más de 400 kilómetros cuadrados y es ahí donde artesanalmente se extrae la resina del árbol. Es posible extraer bálsamo de árboles de hasta 30 años de edad. 
A diferencia de otras resinas de origen natural como el chicle o el caucho, el proceso de extracción de la resina empieza con la llamada 'calienta' del árbol. La 'calienta' consiste en la aplicación de calor a una incisión horizontal del árbol hasta que el artesano, llamado balsamero, verifica que ha dado el punto de calienta. Esta inspección y el aprendizaje de esta técnica es meramente tradicional y este conocimiento es transmitido de generación en generación.

## Usos
El palo del Perú por efecto de su olor agradable y que similar a la vainilla, reemplaza a esta a veces en la fabricación del chocolate y de ciertos licores. Es utilizado en gran número de perfumes, en la confección de lacres superfinos, etc. Disuelto en cuatro veces su peso de alcohol y extendido sobre tafetán cubierto con una capa de cola de pescado, constituye el tafetán inglés o de Inglaterra.[cita requerida]
Es también utilizado en la industria farmacéutica para la elaboración de distintos medicamentos. Se utiliza en cicatrizantes para la piel, crema para dermatitis del pañal (roce del pañal en bebés), supositorios contra las hemorroides y medicamentos contra las úlceras gástricas.[cita requerida]

## En la cultura popular
- El cantante español Enrique Bunbury lo menciona en el tema "La Constante" de su álbum Expectativas ("Fue mi medicina, remedio para todo, mi bálsamo del Perú").[cita requerida]